# Briefe, die neueste Literatur betreffend

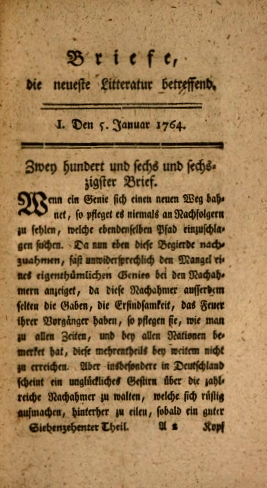
Erste Seite des 266. Literaturbriefs, vom 5. Januar 1764

Die Briefe, die neueste Literatur betreffend (auch: Literaturbriefe) waren eine literarische Wochenschrift der Aufklärungszeit. Sie erschienen von 1759 bis 1765 in der Nicolaischen Verlagsbuchhandlung in Berlin und gingen auf eine Idee von Gotthold Ephraim Lessing zurück, der neben Moses Mendelssohn und Friedrich Nicolai zunächst auch die meisten Beiträge lieferte. Insgesamt umfasste die Publikation 333 Briefe, die in 23 Teilen erschienen. Ein Register schloss als 24. Teil die Reihe ab.

## Konzept
Die Idee zu den Literaturbriefen wurde in einem Gespräch zwischen Nicolai und Lessing geboren.  Sie entstand aus einer gewissen Unzufriedenheit mit den gängigen Rezensionsorganen der Zeit. Diese hatten zum einen eine möglichst vollständige Erfassung der literarischen Neuerscheinungen im Blick und waren zum anderen im Ton akademisch und in der Kritik zurückhaltend.

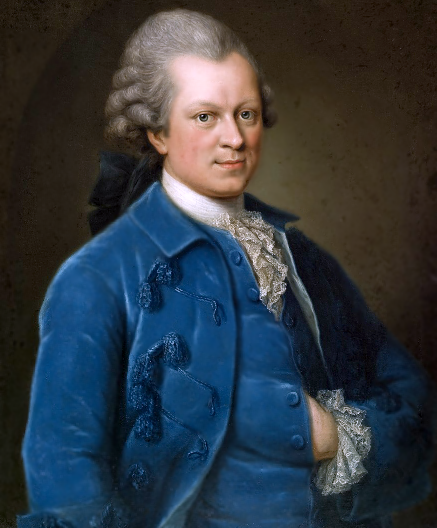
Hauptautor der ersten Ausgaben: Gotthold Ephraim Lessing, Gemälde von Barbara Rosina de Gasc (geb. Lisiewska), 1767/1768, Gleimhaus Halberstadt

Demgegenüber wollten Lessing und Nicolai eine lebendige und angriffslustige Literaturschau, die sich kritisch mit den literarischen Strömungen der Zeit auseinandersetzt. Vor allem Lessing nutzte die Literaturbriefe dann als Forum für seine oft polemisch zugespitzte Kritik an zeitgenössischen Autoren und zur Darlegung eigener literaturtheoretischer Überlegungen.
Von ihm stammt auch die Idee, die neue Wochenschrift in Form fiktiver Briefe zu veröffentlichen: Sie waren an einen angeblich in der Schlacht von Zorndorf verwundeten Offizier gerichtet, der über die neuesten literarischen Erscheinungen informiert werden wollte.
Die Briefform ermöglichte nicht nur eine freie, scheinbar von persönlicher Neigung bestimmte Auswahl des Gegenstands, sie erlaubte auch eine subjektive und pointiert formulierte Kritik im Plauderton.

## Autoren
Die meisten Briefe, nämlich 83, stammten von Moses Mendelssohn; Friedrich Nicolai war mit 63 Briefen vertreten, Lessing mit 55. Weitere Autoren waren Thomas Abbt, Gabriel Resewitz und Friedrich Grillo.

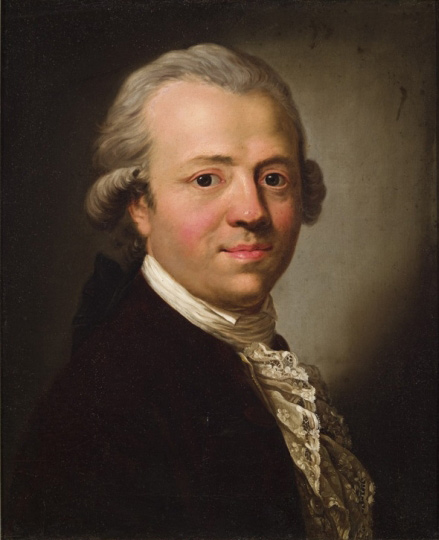
Der Verleger: Friedrich Nicolai, Gemälde von Ferdinand Collmann nach Anton Graff, 1790, Gleimhaus Halberstadt

Obwohl Lessing weniger als ein Fünftel der Beiträge schrieb, war er doch maßgebend, was Ton und Ausrichtung der Publikation betraf. Das lag auch daran, dass er in den ersten Bänden der Hauptautor war. Von den 30 Briefen des ersten Teils stammten 18 von ihm. Bis zum sechsten Teil, der 1760 erschien, blieb Lessing in den Literaturbriefen sehr präsent. Später steuerte er nur noch gelegentlich Briefe bei.
Alle Beiträge erschienen anonym. Sie waren nur mit Kürzeln versehen. Lessing selbst unterzeichnete meist mit Fll., aber auch mit A., E., G. L. und O.
Dass ein Kreis um Friedrich Nicolai hinter den Literaturbriefen stand, war den Zeitgenossen bewusst. Die Verfasser der einzelnen Beiträge blieben zunächst aber unbekannt.

## Vertrieb
Die Literaturbriefe wurden anfangs immer donnerstags in der Nicolaischen Verlagsbuchhandlung in Berlin ausgegeben. Sie waren darüber hinaus bei auswärtigen Postämtern und Buchhandlungen zu erwerben. Die einzelne Ausgabe kostete einen Groschen, ein vierteljährliches Abonnement zwölf. Schon ab 1759 erschienen die Literaturbriefe auch gesammelt in Buchform.

## Bedeutung
Die Literaturbriefe waren nach Jörg Schönert „die wichtigste kritische Publikation“ zwischen 1730 und 1770. Wesentliche Debatten der Literaturkritik wurden in dieser Wochenschrift, aber auch in Auseinandersetzung mit ihr geführt.
Dabei wurde das Blatt ebenso angefeindet wie bewundert: Johann Jakob Bodmer hat die „Vermessenheit“, mit der in den Briefen „Tugend, Unschuld und Ernst verspottet“ werden, scharf kritisiert. Johann Gottfried Herder war dagegen voll des Lobes für Lessing, den er den „ersten Kunstrichter Deutschlands“ nannte.

Für die spätere Literaturgeschichtsschreibung ist vor allem der viel zitierte 17. Literaturbrief von Bedeutung. Darin wendet sich Lessing entschieden gegen Johann Christoph Gottscheds normative Poetik:
»Niemand, sagen die Verfasser der Bibliothek,* wird leugnen, daß die deutsche Schaubühne einen großen Teil ihrer ersten Verbesserung dem Herrn Professor Gottsched zu danken habe.« Ich bin dieser Niemand; ich leugne es gerade zu. Es wäre zu wünschen, daß sich Herr Gottsched niemals mit dem Theater vermengt hätte. Seine vermeinten Verbesserungen betreffen entweder entbehrliche Kleinigkeiten, oder sind wahre Verschlimmerungen.

## Kritik
Von Anfang an riefen die Literaturbriefe scharfe Reaktionen hervor. Viele Zeitgenossen störten sich vor allem an dem als unverschämt empfundenen Ton der Beiträge. So beschwerte sich am 10. März 1761 Johann Heinrich Gottlob von Justi bei König Friedrich II.:
„In dieser Schrift, die nunmehr bis auf 12 Teile gediehen ist, werden aus gewinnsüchtigen und schwarzen Absichten die würdigsten und verdienstvollsten Gelehrten unserer Zeit mit einer bis hierher in dem Reiche der Wissenschaften noch nie erhörten Unverschämtheit und Frechheit angegriffen.“

## Nachweise
1. ↑  Jörg Schönert, Briefe, die neueste Literatur betreffend, in: Herbert G. Göpfert (Hg.), Gotthold Ephraim Lessing, Werke, Bd. 5, Verlag Hanser, München 1973, S. 813.
2. ↑  Monika Fick: Briefe, die neueste Litteratur betreffend, in: Monika Fick, Lessing-Handbuch. Leben - Werk - Wirkung, Verlag J. B. Metzler, Stuttgart 2010, S. 192–211.
3. ↑  Monika Fick: Briefe, die neueste Litteratur betreffend, in: Monika Fick, Lessing-Handbuch. Leben - Werk - Wirkung, Verlag J. B. Metzler, Stuttgart 2010, S. 192–211.
4. ↑  Jörg Schönert, Briefe, die neueste Literatur betreffend, in: Herbert G. Göpfert (Hg.), Gotthold Ephraim Lessing, Werke, Bd. 5, Verlag Hanser, München 1973, S. 819.
5. ↑  Vgl. dazu die Einleitung, in: Briefe, die neueste Literatur betreffend, Bd. 1, 1759.
6. ↑  Das schreibt Friedrich Nicolai in einem Brief an Herder vom 24.12.1768, zit. nach: Jörg Schönert, Briefe, die neueste Literatur betreffend, in: Herbert G. Göpfert (Hg.), Gotthold Ephraim Lessing, Werke, Bd. 5, Verlag Hanser, München 1973, S. 830.
7. ↑  Vgl. dazu das Vorwort, in: Briefe, die neueste Literatur betreffend, Bd. 1, 1759.
8. ↑  Jörg Schönert, Briefe, die neueste Literatur betreffend, in: Herbert G. Göpfert (Hg.), Gotthold Ephraim Lessing, Werke, Bd. 5, Verlag Hanser, München 1973, S. 826.
9. ↑  Johann Jakob Bodmer, in: Freimütige Nachrichten von neuen Büchern und anderen zur Gelehrtheit gehörigen Sachen, Bd. VIII, 19. Stück, (1761), S. 146f.
10. ↑  Johann Gottfried Herder, in: Teutscher Merkur (Oktober 1781), S. 11–13, zit. nach: Jörg Schönert, Briefe, die neueste Literatur betreffend, in: Herbert G. Göpfert (Hg.), Gotthold Ephraim Lessing, Werke, Bd. 5, Verlag Hanser, München 1973, S. 830f.
11. ↑  Vgl. dazu etwa: Bürgerliches Trauerspiel, unter: literaturwissenschaft-online.de.
12. ↑  Literaturbriefe I, 17. Brief. 16. Februar 1759.
13. ↑  Zit. nach: Dokumente zur Entstehungs- und Wirkungsgeschichte, in: Briefe, die neueste Literatur betreffend, Verlag Reclam, Stuttgart 1972, S. 344ff.